# Cyphobrembana gibbosa
Cyphobrembana gibbosa är en kräftdjursart som först beskrevs av Carl 1908.  Cyphobrembana gibbosa ingår i släktet Cyphobrembana och familjen Trichoniscidae. Inga underarter finns listade i Catalogue of Life.